# Мегън Голдин
Мегън Голдин (на английски: Megan Goldin) е австралийска журналистка и писателка на произведения в жанра психологически трилър и криминален роман.

## Биография и творчество
Мегън Голдин е родена в Мелбърн, Австралия. Получава бакалавърска степен по търговия от Университета на Мелбърн. В периода 1996 – 1999 г. работи като продуцент и радиорепортер за Австралийската радио и телевизионна корпорация и на свободна практика като журналист. После работи като чуждестранен кореспондент за Ройтерс в Близкия изток (1999 – 2006) и в Азия (2006 – 2010), където отразява военните зони и пише за войната, мира и международния тероризъм. Там тя придобива представа за някои от по-тъмните аспекти на човешката природа, което ще оформи нейната работа по-късно. В периода 2010 – 2015 г. работи като ръководител на медийното развитие на Yahoo! в Азиатско-тихоокеанския регион в Сингапур. После работи една година към Организацията за научни и индустриални изследвания на Британската общност (CSIRO) в областта на комуникациите. След раждането на третия си син се установява в Мелбърн и започва да пише романи.
Първият ѝ роман „Момичето на пътя на Келър“ (The Girl in Kellers Way) е издаден през 2017 г. Близо до пустия горски път, наречен пътя на Келър, е намерено заровено преди години тяло. Детектив Мелани Картър трябва да идентифицира жертвата, но ако иска да има някакъв шанс да открие убиеца и да преодолее мълчанието, ще може да и помогне само Джули Уест, която след джогинг в гората открива нещо, което я шокира и ще промени живота ѝ.
Следва трилърът ѝ „Стаята за бягство“ (The Escape Room) от 2018 г. Четирима безмилостни и жестоки високопоставени хора от света на високите финанси са хванати в капан. Те трябва да се измъкнат цели, защото очевидно има убиец сред тях, бързо тъмни и зловещи тайни от работното им място стават известни, а времето им изтича. Романът става бестселър в списъка на „Ню Йорк Таймс“ и я прави известна.
През 2022 г. е издаден трилърът ѝ „Не заспивай“. Лив Рийз се събужда в такси, но няма никаква идея как се е озовала там, но открива у себе си окървавен нож, а ръцете ѝ са покрити с надраскани съобщения – „Не заспивай“. Преди 2 години по-рано е била успешен журналист в популярно списание, а сега не нищо от последните две години. По новините съобщават за убийство и надпис с кръв на прозореца – „Събуди се!“ Тя е принудена да бяга, от нещо, което не помни да е извършила, но някой някъде знае истината, и може би не иска тя да се знае.
Мегън Голдин живее със семейството си в Мелбърн.

## Произведения

### Самостоятелни романи
- The Girl in Kellers Way (2017)[1][2][3][4]
- The Escape Room (2018)
- The Night Swim (2020)
- Stay Awake (2022)
Не заспивай, изд.: ИК „ЕРА“, София (2022), прев.
- Bad Influence (2023) – издаден и като Dark Corners